# 法律について
『法律について』（羅: De legibus）は、古代ローマの政治家・哲学者であるキケロの著作。
プラトンの『国家』を意識した著作『国家について』の続編であり、こちらもプラトンの『法律』を意識した作りになっている。
プラトン『法律』と同様に、著者を含む3人の対話者、すなわちキケロ本人、弟のクイントゥス、友人のアッティクスが、夏のある日に一日をかけて国制・法律に関する長い対話・議論を行う構成となっており、場所は兄弟の生地であるアルピヌムの別荘に設定されている。
現存するのは第1巻から第3巻の途中までだが、元々は5巻以上（全6巻もしくは全8巻程度）だったと考えられる。

## 日本語訳
- 『キケロー選集8 哲学I 国家について 法律について』岡道男訳、岩波書店、1999年 ISBN 9784000922586
  - 『国家について 法律について』岡道男訳、講談社〈講談社学術文庫〉、2025年 ISBN 978-4065381342
- 「法律について」中村善也 訳、『キケロ エピクテトス マルクス・アウレリウス』鹿野治助 編、中央公論社〈世界の名著 13〉、1968年。NDLJP:2935156
  - 「法律について」中村善也 訳、『キケロ エピクテトス マルクス・アウレリウス』鹿野治助 編、中央公論社〈中公バックス 世界の名著 14〉、1980年。NDLJP:12406102